# J. W. Weiler & Cie.
J. W. Weiler & Cie. war ein am 1. Oktober 1861 von dem Kaufmann Joseph Wilhelm Weiler (1819–1875) gegründetes Unternehmen, das zunächst eine Anilin-Fabrik an der Venloer Straße in Ehrenfeld bei Köln betrieb und später erheblich expandierte.

## Geschichte
Die Anlage, die auf der Reduktion des Nitrobenzols nach Béchamp basierte, belieferte die neu gegründeten Farbstoffproduzenten im nördlichen Rheinland mit immer größeren Mengen Anilin. Das Unternehmen expandierte sehr schnell. Nach dem plötzlichen Tod des Gründers (1875) übernahm die Leitung sein Sohn Julius Weiler (1850–1904), der Chemie mit Adolf Baeyer studiert hatte. Im Jahr 1880 betrug der Anteil an der deutschen Anilinproduktion schon etwa 35 %, bis 1886 hatte die Kapazität der aromatischen Amine dann 1200 Tonnen erreicht. Im Jahr 1880 begann man mit der Fabrikation von Salpetersäure in der Fabrik in Müngersdorf. 1881 wurde die seit den 1840er Jahren bestehende Wöllner’sche Schwefelsäurefabrik in Riehl übernommen.
1889 wurde das Unternehmen in eine Aktiengesellschaft mit einem Kapital von 2.125.000 Mark umgewandelt und firmierte nun als Chemische Fabriken vorm. J. W. Weiler & Cie. 1889 wurde die 1887 in Witten von den Kaufleuten Heinrich Korfmann und Ewald Franke gegründete Wittener Roburit-Fabrik übernommen, die Sicherheitssprengstoff für den Bergbau herstellte.
In einer Selbstdarstellung von 1893 heißt es:

„Sie betreibt die Fabrikation von Anilin und verwandten Produkten als Rohmaterial der Farbenfabrikation und ist die älteste und eine der bedeutendsten ihrer Art. Sie besitzt Filialen in Köln-Müngersdorf und Riehl. Ausgehend von den Produkten der Teerdestillation erzeugt sie die Kohlenwasserstoffe der Benzolreihe, ihre Nitroderivate, sowie Dinitrobenzol und Binitrotoluol, Anilin, die Toluidine, Xylidine, Naphthylamin und Anilinsalz und liefert alle diese Produkte im Zustande vollkommener Reinheit an die Farbenindustrie. Die für ihren Bedarf nötige Salpeter- und Schwefelsäure, welche Säuren sie auch zum Verkauf bringt, erzeugt sie selbst. Ein Teil der Produktion wird nach den Vereinigten Staaten exportiert.“

1896 fusionierte sie mit ihrem besten Kunden, dem Uerdinger Unternehmen Teerfarbenfabrik Dr. E. ter Meer & Cie. unter der gemeinsamen Firma Chemische Fabriken vormals Weiler – ter Meer. Um die Logistik zu verbessern wurde die Produktion der aromatischen Amine vollständig nach Uerdingen verlagert und die Fabrik in Ehrenfeld geschlossen.
Dieses vereinigte Unternehmen ging 1916 in der Interessengemeinschaft der deutschen Teerfarbenfabriken und 1925 in der I.G. Farben auf.

## Teilnahme an Weltausstellungen
- Weltausstellung Paris 1867: Silberne Medaille
- Weltausstellung 1873 in Wien: Fortschrittsmedaille
- World’s Columbian Exposition 1893 in Chicago